# Göran Dahlstrand

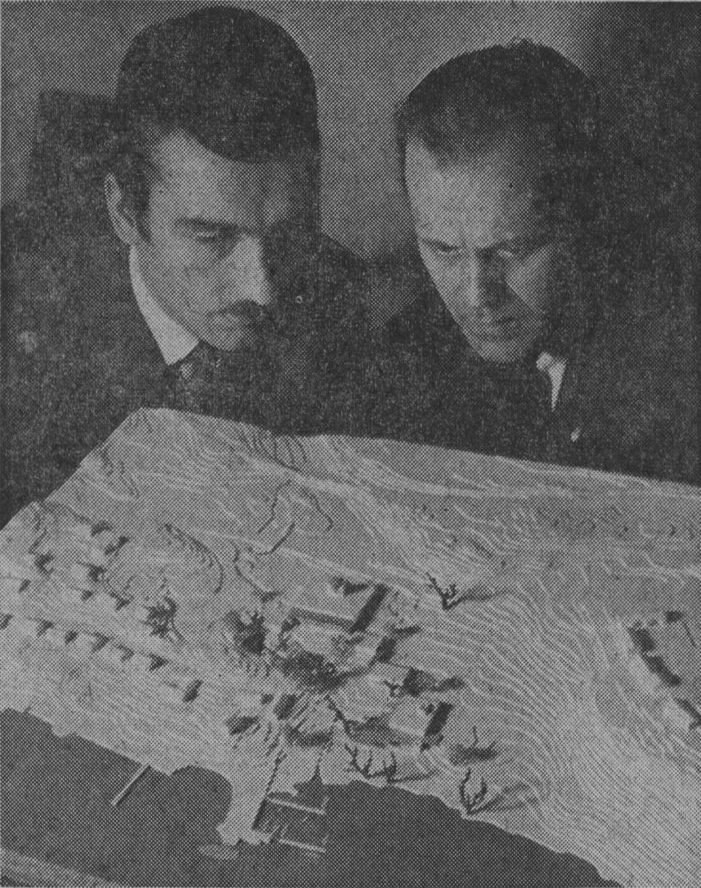
Arkitekterna Kurt Prévôt och Göran Dahlstrand med modell av tänkt kulturcenter vid Mölna på Lidingö, 1967.

John Gunnar Göran Dahlstrand, född 18 november 1922 i Göteborg, död 5 december 1992 på Lidingö, var en svensk arkitekt.
Dahlstrand, som var son till advokat John Dahlstrand och Elin Welander, avlade studentexamen i Sigtuna 1942 och utexaminerades från Kungliga Tekniska högskolan 1948. Han anställdes hos arkitekt Nils-Henrik Winblad i Stockholm 1948, hos arkitekt Cyrillus Johansson 1949, hos arkitekt Sture Frölén 1954 och bedrev egen arkitektverksamhet från 1958. 

## Verk i urval
- Solbergabadet i Visby (1961)[1]
- TCO-skolan vid Gällöfsta (1963)[2]

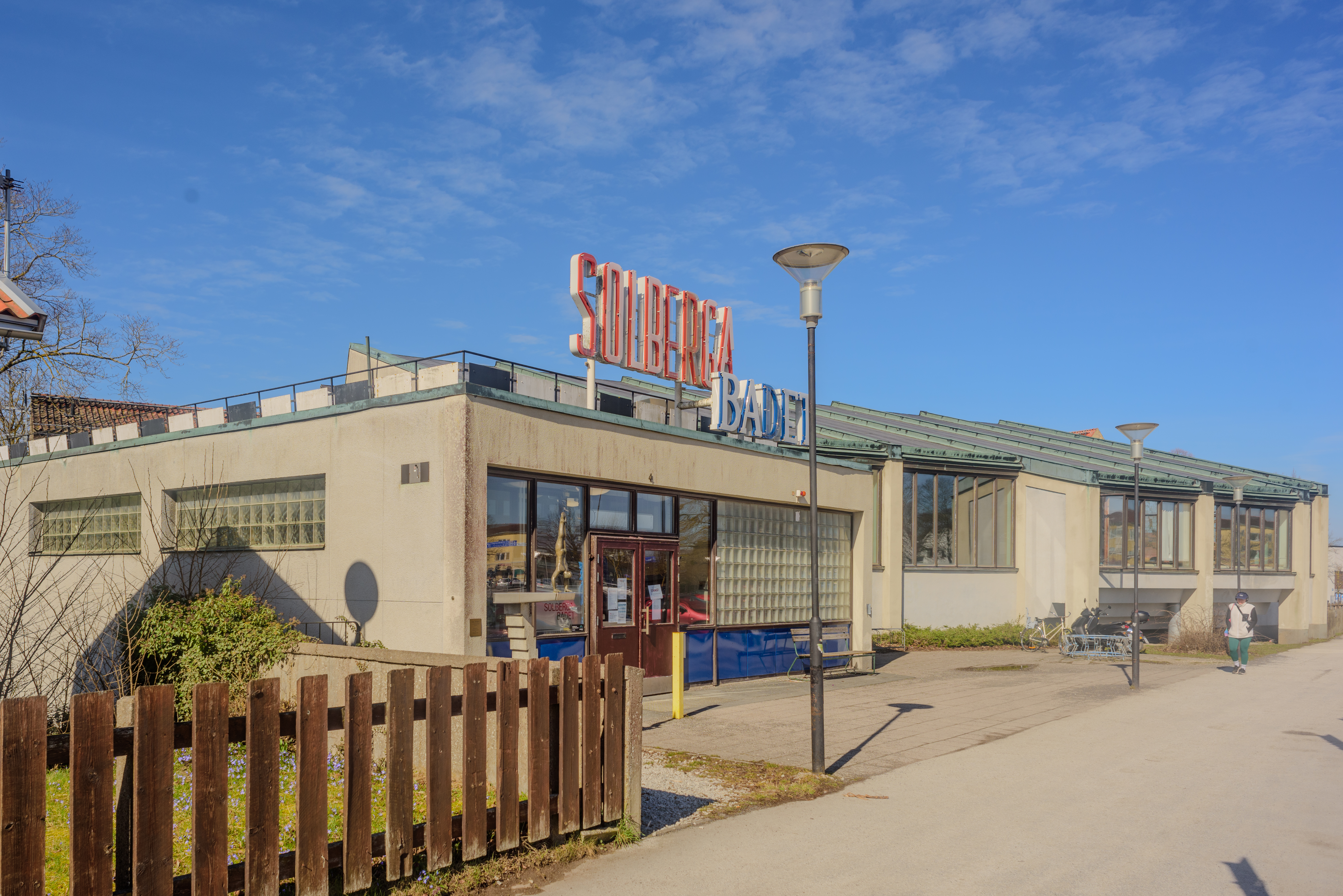
Solbergabadet i Visby.

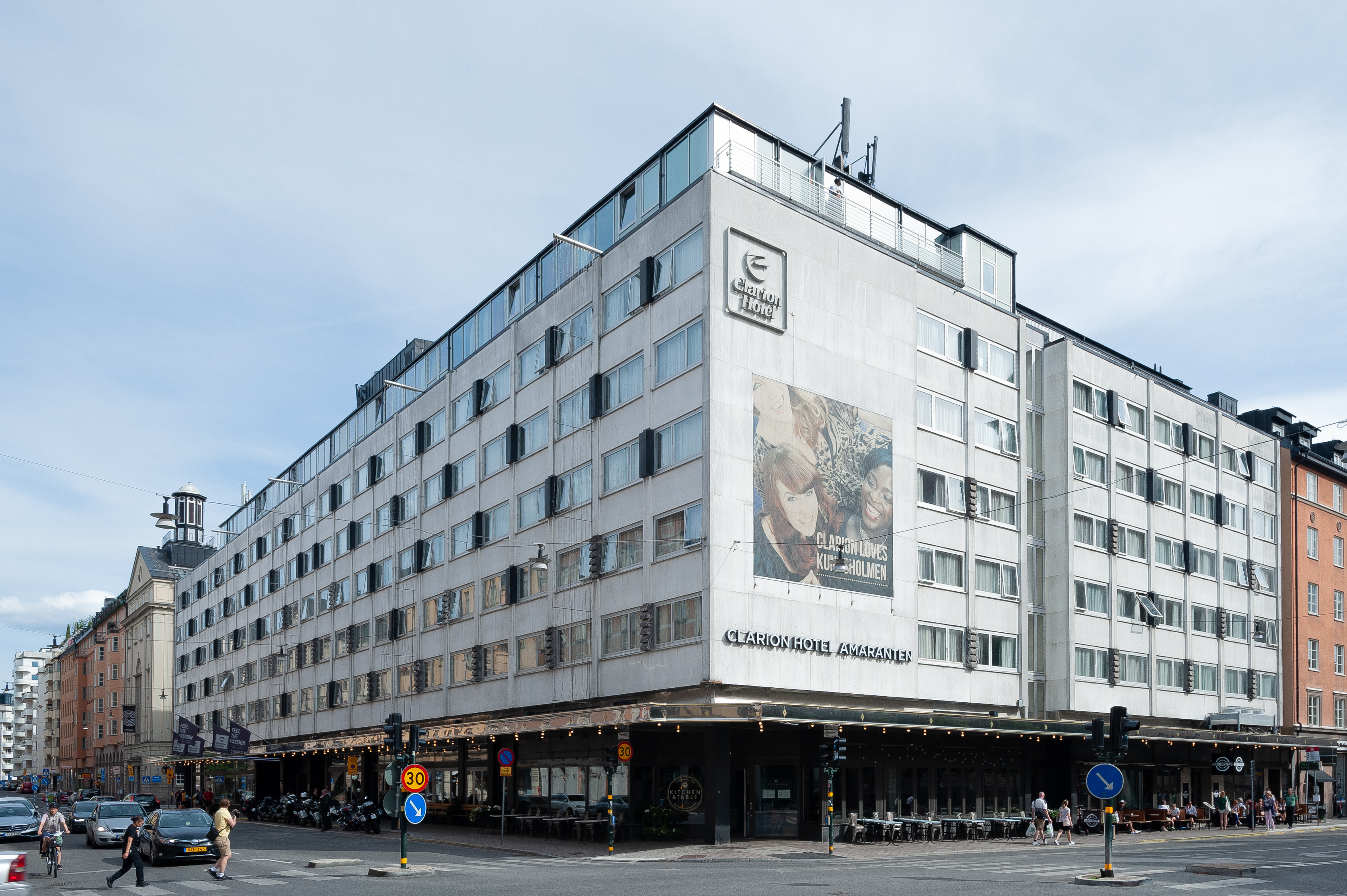
Hotell Amaranten

- Hotell Amaranten i Stockholm (1969)
- Församlingshuset i Årsta (1969)
- Kvarteret Beckasinen 7 och 8 på Rådmansvången i Malmö (1969)